# Viomicina
La viomicina è un polipeptide ad attività antibiotica estratto da colture di diverse specie di Streptomyces, come S. puniceus, S. floridae, S. vinaceus ed è usato come farmaco.

## Descrizione
Il farmaco è attivo sulla maggior parte dei ceppi di Mycobacterium tuberculosis, nei confronti dei quali si comporta come batteriostatico (MIC pari a 0,6-10 µg/ml). Il meccanismo d'azione è da ricondursi all'inibizione della sintesi proteica a livello ribosomiale. La viomicina solfato è normalmente efficace sui microorganismi resistenti all'isoniazide e alla streptomicina solfato; rispetto a quest'ultima possiede però efficacia inferiore, mentre è più attiva dell'acido p-aminosalicilico. Se la viomicina viene impiegata da sola si sviluppano abbastanza rapidamente ceppi resistenti di M. tuberculosis. I ceppi resistenti mostrano un'alterazione della struttura delle due subunità ribosomiali 50S e 30S, sicché il sito di legame dell'antibiotico viene modificato. La resistenza crociata con kanamicina solfato e streptomicina solfato è solo parziale, mentre quella con capreomicina solfato è completa.
Allo stato naturale, la viomicina si presenta come lamine igroscopiche solubili in acqua e relativamente insolubili nella maggior parte dei solventi organici. La sostanza, in soluzione acida diluita, assorbe nell'UV alla lunghezza d'onda di 268 nm e, in soluzione alcalina diluita, a 285 nm. 
L'eparina precipita il farmaco dalla sua soluzione. 
La viomicina solfato non è apprezzabilmente assorbita dal tratto gastrointestinale. La concentrazione plasmatica massima di 22-43 µg/ml viene ottenuta 1-2 ore dopo la somministrazione i.m. di una dose pari a 0,5 g. La diffusione nei liquidi cerebrospinale, peritoneale e pleurico è piuttosto lenta e il farmaco risulta attraversare solo in scarsa quantità la placenta. L'emivita è di 3-4 ore. 
La DL50 nel topo è di 240 mg/kg per via endovenosa e di 1750 mg/kg per via sottocutanea. Il farmaco può mostrare effetti teratogeni nell'uomo e si è dimostrato embriotossico e teratogeno negli animali di laboratorio. 
La viomicina solfato rappresenta un farmaco di seconda scelta nel trattamento della tubercolosi polmonare resistente ad altri farmaci o nel trattamento di pazienti con ipersensibilità nei confronti della streptomicina solfato. La viomicina dovrebbe essere sempre impiegata in associazione a PAS e isoniazide per cercare di evitare l'insorgenza di resistenza. 
Il farmaco viene somministrato solo per via intramuscolare profonda in dosi di 0,5-1 g a distanza di 12 ore l'una dall'altra, 2 o 3 volte alla settimana. Nei bambini la dose è di 25 mg/kg al giorno.

## Effetti
Gli effetti della viomicina solfato sono simili a quelli della capreomicina solfato, ma più gravi. Il farmaco è potenzialmente ototossico e nefrotossico e ad alte dosi può indurre blocco neuromuscolare. L'ototossicità si manifesta con la comparsa di vertigini, tinnito e completa e irreversibile sordità. Il rischio di ototossicità è maggiore nei pazienti affetti da insufficienza renale e negli anziani. La nefrotossicità si manifesta invece con ritenzione di azoto, ipokaliemia, proteinuria, cilindruria e danni tubulari. È in generale reversibile e si manifesta più frequentemente in seguito a somministrazione di dosi elevate di farmaco, specie in pazienti affetti da insufficienza renale. Altri effetti collaterali comprendono: esantemi cutanei, febbre, eosinofilia, alterazioni della funzionalità epatica, anomalie elettrocardiografiche. 
La viomicina solfato è controindicata in caso di ipersensibilità nota, in gravidanza e nei pazienti affetti da insufficienza renale grave. Dato il rischio di ototossicità e nefrotossicità si consiglia il controllo periodico di queste funzioni e inoltre il controllo della kaliemia. 
Si deve evitare la somministrazione concomitante con altri farmaci oto- e nefrotossici.